# Cantiga de romería

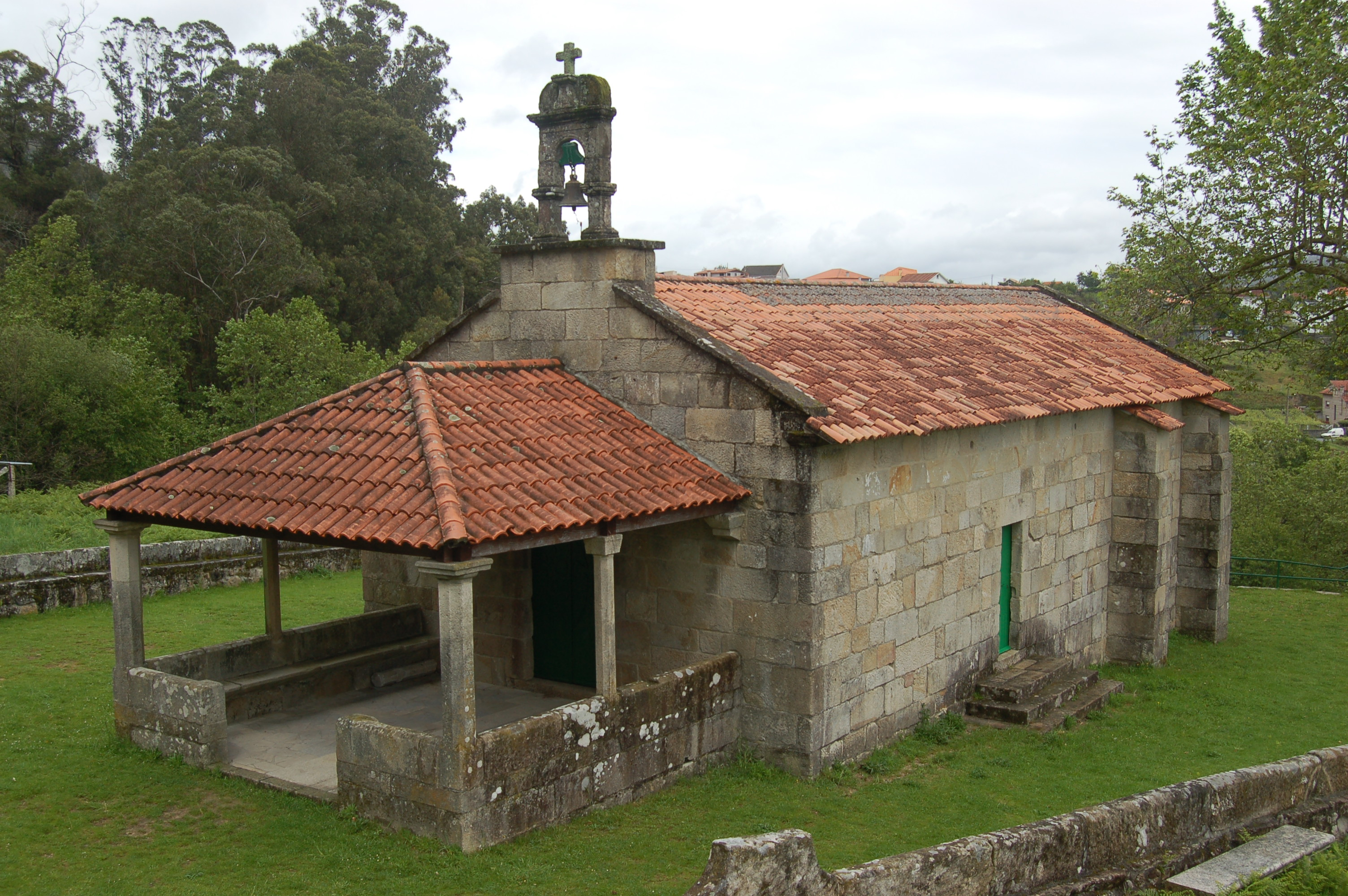
Las ermitas servían como lugar de encuentro de los enamorados.

La cantiga de romería (romaría) o cantiga de santuario es una composición perteneciente a la lírica gallego-portuguesa, es una modalidad o subgénero de la cantiga de amigo.
Se caracteriza por la forma de darse el encuentro entre los dos amantes, en una ermita o iglesia -identificada de modo preciso por su topónimo- localizada en Galicia o en el norte de Portugal.
Conformaban pequeñas series de un solo autor. A pesar del nombre que reciben, no siempre transcurre la acción durante una romería.

## Autores
- Martín Codax
- Bernal de Bonaval
- Johán de Cangas
- Mendiño
- Afonso López de Baian
- Martín de Ginzo
- Nuno Treez
- Johán Servando
- Johán de Requeixo